# Ahone
Ahone (dt. Großer Hase) war der Hauptgott der ursprünglich im US-Staat Virginia ansässigen Powhatan-Indianer und verwandter Algonkinstämme. In deren Schöpfungsmythos erschuf Ahone Land, Tiere und Menschen.
Nachdem Ahone die Menschen erschaffen hatte, befand er es zu gefährlich, sie in der Welt auszusetzen, und brachte sie zu deren Schutz zunächst in seinem Hasenbau unter. Dort verteidigte er sie gegen böswillige Geister und besonders auch gegen die Götter der vier Winde. Letztere hatten ursprünglich Ahone bei seinem Schöpfungsakt unterstützt, wurden aber später neidisch auf Ahones Schöpfung und wollten sie nun zerstören. Erst nachdem er all diese Gefahren gebannt hatte, und zudem für genügend Nahrung in Form von jagbarem Wild und Fisch in der Natur gesorgt hatte, setzte er die Menschen in die Welt aus. Er war weiterhin ein zurückgezogener Gott, der sich nicht in die Belange der Menschen einmischte.